# Geneviève Winding
Pour les articles homonymes, voir Winding.
Geneviève Winding (née Geneviève Henriette Mauricette Laigret) est une monteuse française, née le 27 novembre 1927 dans le 16ème arrondissement de Paris, morte le 15 avril 2008 à Suresnes (Hauts-de-Seine). 

## Biographie
Elle travaille, au moment de la Libération, pour le Plan Marshall en tant qu'assistante-monteuse.
Elle épouse le chef-opérateur Andréas Winding, mort en 1977, dont la famille était proche de la famille Renoir : sa grand-mère était l'épouse de Claude Renoir, frère du cinéaste Jean et de l'acteur Pierre. C'est ainsi qu'elle collaborera avec Jean Renoir sur Le Petit Théâtre de Jean Renoir.
Geneviève Winding remporte le premier César du meilleur montage, en 1976, pour son travail sur le film Sept morts sur ordonnance, et a été nommée à quatre autres reprises de 1979 à 1993.
Elle est la mère du directeur de la photo Romain Winding.

## Filmographie
- 1960 : On n'enterre pas le dimanche de Michel Drach
- 1961 : Amélie ou le temps d'aimer de Michel Drach
- 1964 : Santo Módico de Robert Mazoyer
- 1964 : La Reine verte (téléfilm) de Robert Mazoyer
- 1965 : Les Rideaux blancs de Georges Franju
- 1966 : Safari diamants de Michel Drach
- 1967 : Le Dimanche de la vie de Jean Herman
- 1968 : Vingt-quatre heures de la vie d'une femme de Dominique Delouche
- 1968 : Phèdre de Pierre Jourdan
- 1970 : Le Petit Théâtre de Jean Renoir de Jean Renoir
- 1971 : Aussi loin que l'amour de Frédéric Rossif
- 1975 : Georges Braque ou le Temps différent (documentaire) de Frédéric Rossif
- 1975 : Parlez-moi d'amour de Michel Drach
- 1975 : Sept morts sur ordonnance de Jacques Rouffio
- 1977 : Violette et François de Jacques Rouffio
- 1978 : L'État sauvage de Francis Girod
- 1978 : Le Sucre de Jacques Rouffio
- 1980 : La Banquière de Francis Girod
- 1980 : La Femme enfant de Raphaële Billetdoux
- 1982 : Pablo Picasso pintor (documentaire) de Frédéric Rossif
- 1982 : Le Quart d'heure américain de Philippe Galland
- 1984 : Le Bon Plaisir de Francis Girod
- 1984 : Souvenirs, Souvenirs d'Ariel Zeitoun
- 1985 : Spécial Police de Michel Vianey
- 1986 : La Galette du roi de Jean-Michel Ribes
- 1986 : Descente aux enfers de Francis Girod
- 1987 : Milan noir de Ronald Chammah
- 1987 : Champ d'honneur de Jean-Pierre Denis
- 1988 : L'Enfance de l'art de Francis Girod
- 1989 : Je suis le seigneur du château de Régis Wargnier
- 1990 : Maman de Romain Goupil
- 1990 : Lacenaire de Francis Girod
- 1992 : Indochine de Régis Wargnier
- 1993 : Tango de Patrice Leconte
- 1994 : Délit mineur de Francis Girod
- 1995 : Une femme française de Régis Wargnier
- 1996 : Passage à l'acte de Francis Girod

## Récompenses et nominations

### Récompense
- 1976 :  pour Sept morts sur ordonnance

### Nominations
- 1979 : pour L'État sauvage
- 1981 : pour La Banquière
- 1985 : pour Souvenirs, Souvenirs
- 1992 : pour Indochine